# タブ (ライフゲーム)

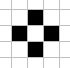
タブ

ライフゲームにおけるタブ（桶、tub）とは、4ピクセルの固定物体である。
生成確率は、ブロックの1.6%ぐらいである。

## 構造
右上の図の通り、4つのセルが斜めに隣接している。各セルには2個のセルが隣接しているためすべてのセルが次世代でも生存する。また、外部のセルは最大でも2セルにしか隣接せず、内部のセルは4つのセルに隣接するため新しいセルも発生しない。

## グライダーとの衝突
グライダーと衝突する例を1つ挙げる。
これは蜂の巣になる。

## 関連する物体

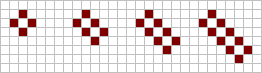
タブ・はしけ・長いはしけ

タブを斜めに伸ばすと、はしけ・長いはしけなどができる。同様の方法で任意の長さの固定物体を作ることができる。
ボートや船は、タブと同じ3×3の範囲に収まる固定物体である。これらの物体は、タブと同様任意の長さに延長することができる。
蜂の巣・パン・池は、いずれも隣に2つずつのセルを持つ生成率の高い固定物体である。
尾付きタブは、下に示すような8ピクセルの固定物体である。この物体とブロックを利用して、イーターを作ることができる。
他の位置にも同様のセルを追加した20ピクセルの90度回転対称の固定物体は、 "Spiral" と呼ばれる。また、この尾を伸ばすことによって別の固定物体をつくることもできる。